# Sheldon Cooper
Sheldon Lee Cooper és un personatge fictici de la sèrie estatunidenca The Big Bang Theory i de Young Sheldon. Sheldon és un físic teòric de Caltech que comparteix un apartament amb el seu col·lega i millor amic, Leonard Hofstadter. Originari de l'est de Texas, va començar l'institut a nou anys i va començar els estudis universitaris a l'edat d'onze anys. Va doctorar-se a l'edat de setze. Va participar en nombrosos experiments com a nen prodigi, com el seu pla per proveir la seua ciutat natal amb electricitat lliure tot construint un reactor nuclear – un pla detingut per pixatinters del govern al·legant que és il·legal d'emmagatzemar coca groga d'urani en un jardí.
Amb orgull de friqui, sap parlar klingon, la llengua fictícia dels Klingons, un poble imaginari de la sèrie Star Trek. Es vesteix sovint amb samarretes vintage, lluint logos de superherois. Mentre que pretén ser un espècimen humà perfecte, té tanmateix defectes. Li importa moltíssim la rutina i la higiene, i té una personalitat excessivament intel·lectual. No comprèn gaire ni ironia, sarcasme o humor i li manca totalment qualsevol humilitat o empatia. Això es veu quan sense cap mena de vergonya, expressa davant els companys com s'autoadmira per la seua intel·ligència superior.

## Joventut
Sheldon va passar tota la seva infància a Medford, situada a l'est de Texas, fill de Mary Cooper el 1980. Son pare, George Cooper, un entrenador de futbol, va morir quan el Sheldon només tenia 14 anys a causa d'un infart. Té una germana bessona Melissa (Missy) i un germà major George Jr. (Georgie), ambdós descrits per la seua mare com «ximples com la sopa». Sheldon es va educar d'acord amb la fe evangèlica cristiana de la seua mare que li va aprendre a pregar.
Com a típic estudiós, Sheldon sovint va ser víctima d'assetjament escolar, que en part provocava per ostentar des de molt jove i sense modèstia la seva superioritat intel·lectual respecte als companys i veïns, un malcostum que va continuar a l'edat adulta. Va patir les pràctiques d'intimidació habituals, com ser colpejat, ficar-li el cap al vàter (fins i tot a l'església), va rebre calbots i wedgies, i Li van robar o amagar els seus efectes personals. Sheldon fins i tot diu Amy Farrah Fowler, que la seua infància va ser l'infern. Altres anècdotes revelen que va construir l'anomenat "Sònic Raig de la Mort" que ni tan sols frenar els nens del veïnat (tot el que feia era molestar al seu gos), i van construir un robot armat utilitzant circuits integrats de ceràmica semiconductors substrats cuinats en un modificat Easy-Bake Oven, per defensar la seua habitació de Missy (a Missy se li van cremar les celles com a resultat d'un mal funcionament).
A l'edat de cinc anys, Sheldon va escriure un article titulat «Una demostració que la topologia algebraica no pot tenir un conjunt de grups abelians que no siguen contradictoris» i el seu document de projecte de ciències a l'escola primària, amb l'original títol «Una rederivació d'equacions de Maxwell respecte a l'electromagnetisme», conté un enfocament que podria canviar la forma ferromagnètica histèresi es calcula. Sheldon va entrar a la universitat a l'edat d'onze anys, just després d'acabar el cinquè grau. Als dotze anys, ple de decepció per no rebre un titani centrífuga per separar els isòtops radioactius, que va haver de ser traslladat a un hospital en helicòpter per ser tractat perl'dany per radiació després d'un contratemps quan va construir un escàner CAT (que també va donar com a resultat la mort de conillet d'índies de la seua germana, la bola de neu). També, en aquest moment, va dur a terme experiments amb l'altura de les escales només per deduir que si un pas en una escala és de dos mil·límetres de descompte o més, una persona és probable que viatgi - les seues troballes evidenciats pel seu pare va trencar la clavícula. Quan Sheldon tenia tretze anys, va tractar de construir un reactor nuclear amb la finalitat de proporcionar electricitat lliure per al seu poble, però va fracassar després d'un agent del govern va informar que era il·legal per emmagatzemar coca groga d'urani en un cobert; en aquest moment tenia una gran enrabiada com a resultat. Quan Sheldon tenia catorze anys, va canviar d'universitat (d'East Texas Tech a Caltech), on va començar l'escola de postgrau , i va ser la persona més jove en el moment de rebre el premi Stevenson a "catorze anys i mig." Va rebre el seu primer doctorat a l'edat de setze anys i després va passar quatre anys en la seua segona tesi, abans d'obtenir la seua ocupació actual.

## Carrera
Dr. Sheldon Cooper és un antic físic teòric de partícules a l'Institut de Tecnologia de Califòrnia, centrant-se en la teoria de cordes i el seu alter ego teoria-M. Va ocupar aquest càrrec durant tres anys i mig des del començament de l'espectacle i fins a la vuitena temporada. Com li pagaven amb una subvenció per investigar específicament la teoria de cordes, que és després promogut a professor de secundària per tal de canviar el seu camp d'estudi de la matèria fosca , amb la condició que ell ensenya una classe de nivell graduat en mecànica analítica. Anteriorment, va ser professor visitant a l'Institut de Heidelberg en Alemanya als catorze anys i va examinar perturbativas amplituds en N = 4 teories super simètriques que condueixen a un nou examen de les propietats ultraviolades de multilocular N = 8 supergravetat utilitzant moderna teoria de twistoresals setze anys. El seu gargot d'una superfície de Riemann hiperestàtics va ser la base del seu beca postdoctoral. Ell creu que la teoria de cordes millor uneix la mecànica quàntica amb la relativitat general que fa la gravetat quàntica de bucles. Ell no dona crèdit a la idea que quantifica l'espaitemps es manifestarà com petites diferències en la velocitat de la llum per als diferents colors (com s'espera que la matèria es compongui de diminutes cordes), ni que només la gravetat quàntica de bucles calcula l'entropia dels forats negres. No obstant això, ell és l'únic responsable de sis bucle càlculs de gravetat quàntica de la universitat.
El treball de Sheldon en la teoria de cordes es concentra en diverses direccions diferents. Notablement, Sheldon ha tornat a centrar la seua recerca a partir de la teoria de cordes bosònic a la teoria de cordes heterótico. Ell va escriure un document sobre les desintegracions dels estats de corda massives altament excitades i s'il·lustra la simetria de mirall a la nota al peu d'una publicació. Es va determinar que en tres dimensions de cordes i xarxes per sempre una imatge unificada de fermions i bosons gauge i reconciliats la informació del forat negre paradoxa amb la seua teoria dels condensats de cadena de la xarxa després d'un avanç en mostrar com els neutrins emergeixen d'un condensat cordes xarxa. També designa el temps per resoldre la geometria espaitemps en el major gir gravetat i va treballar en dependents del temps orígens en la teoria de cordes, específicament la teoria quàntica de camps en D-dimensional espai de Sitter.
D'altra banda, la investigació del Dr. Cooper s'estén per la cosmologia de partícules i estudia la interacció entrela física de partícules i la cosmologia durant la història primerenca de l'univers. Amb Rajesh Koothrappali, va explorar les implicacions teoria de les cordes de raigs gamma d'aniquilació de matèria fosca i consideratsmètodes d'optimització d'un detector de partícules de 500 G eV partícules a aquest fi. A Sant Francesc la conferència, va tractar d'iniciar una col·laboració amb el Premi Nobel de física, guanyadora de George Smoota regalar el seu article sobre astrofísics sondes de M-teoria efectes en l'univers primerenc. El famós físic Stephen Hawking es va acostar a ell durant una estada conferència a Caltech després ment brillant de Sheldon va ser revelat en una lectura del seu fascinant, encara que equivocada, paper postulant que el bosó de Higgs és un forat negre accelerant cap enrere en el temps. Sheldon també va mantenir una correspondència amb el físic cosmològica Elizabeth Plimpton durant anys sobre el seu mutu interès en firmes d'ones gravitacionals de inflatones a l'univers primerenc. Quan Caltech va rebre una nova ciència obertaordinador reixeta, va intentar programar temps per córrer simulacions de formació de l'estructura en l'univers primerenc. Estava pensant en com es podria utilitzar el fet que un mirall que gira ràpidament converteix els fotons virtuals en reals com a mètode d'observació de l'energia fosca. No obstant això, ja no preocupa el seu temps d'investigar per què la massa predita del buit quàntic té poc efecte sobre l'expansió de l'univers.
Sheldon ha re orientat el seu treball a la naturalesa de la matèria fosca. A més d'estudiar el model WIMP de la matèria fosca, una física de partícules punt de vista
, ell també considera el model d'escalar-camp de la matèria fosca, 1 gran escala del punt de vista geomètric. Això el va portar a intentar una plena prova de la conjectura de Penrose.
Tancant la teoria i experiment, Sheldon està actiu en el camp de la física de partícules fenomenologia encolisionadores d'alta energia com el LHC. Sheldon va estar a punt d'esbrinar per què el Gran Col·lisionador d'Hadrons encara havia d'aïllar la partícula bosó de Higgs. No obstant això, se li va negar autorització per a una prestigiosa beca d'investigació del govern a un militar secreta Supercolisionador, situat sota d'una estació agrícola falsa 12,5 milles al sud-est de Traverse City, Michigan.
En una capacitat similar, Sheldon ha fet avenços en la física del plasma teòric, l'estudi de la turbulència i la forma en que podria reduir-se per millorar els dissenys de reactors de fusió. En conseqüència, Sheldon va treballar amb el seu col·lega Barry Kripke sobre la proposta de subvenció per a un nou reactor de fusió, com la universitat només se li va permetre presentar una proposta.
De teòrics nuclears càlculs, que es pensava haver descobert un mètode per sintetitzar un nou estable element superpesant . Malgrat el fet que un xinès equip d'investigació en l'Hubei Institut de Física Nuclear passar una prova en un ciclotró amb resultats molt prometedors i es diu que va trobar l'element, els seus càlculs estaven equivocats - la taula del Manual de Química i Física en la qual va aixecar la vista les velocitats de reacció d'elements com ara mendelevi, era en unitats de centímetres quadrats (cm ² ), que ell mal interpretat com a metres quadrats (m²), el que significa que estava fora per un factor de 10.000. Sheldon va conjecturar que ha d'haver alguna ressonància entre els elements que no considerava. De fet, algú de l'equip d'investigació xinès va afegir senyals simulades als arxius de dades, com Leonard Hofstadter va recórrer les proves en el seu laboratori i va refutar la teoria de Sheldon.
Sheldon s'involucra, a més, a la física de la matèria condensada investigació a vegades i ha donat conferències sobre aïllants topològics , així com donat un seminari sobre les fluctuacions termodinàmiques. Amb Leonard, va ser coautor d'un document titulat paradoxal Moment d'inèrcia Canvis causa de putatius Super-sòlids, que es presentarà en un Institut de Física Experimental de conferències d'actualitat en els condensats de Bose-Einstei. Ell va descobrir que els electrons viatgen a través d'un full de grafè en vies hexagonals posseeixen zero massa efectiva, ja que confidencialment presenten el mateix patró de dispersió com fermions i han de ser considerats com una onada. A més, va tenir una epifania de menor importància en relació amb la degradació del polímer fenomen.  
Des d'una perspectiva filosòfica, Sheldon ha bregat amb Gedankenexperiments (és a dir, "experiments mentals") per il·lustrar el problema de la mesura quàntica. Va produir quatre dels cinc Gedank en experiments, va pensar necessari per a una re-formulació coherent del problema de la mesura quàntica, abans que es perd la informació.
Per les seues contribucions a la física teòrica, va guanyar un Caltech de la cancellera Premi a la Ciència. A "The Monopolar Expedició ", Sheldon va rebre una beca de la Fundació Nacional de Ciència (NSF) per dirigir una expedició al Pol Nord magnètic al Cercle Polar Àrtic per a un experiment a la recerca de moviment lentmonopols magnètics, amb Leonard, Raj i Howard com el seu equip de suport. En l'experiment, es va detectar el que ell creia era significativa càrrega magnètica monopolar, validant una de les principals prediccions de la teoria de les supercordes. Encara Sheldon va anunciar públicament que havia confirmat la teoria de cordes i rebria un premi Nobel, va saber que la càrrega detectada va ser l'electricitat estàtica de realitat elèctrica obrellaunes dels altres, el que va obligar a Sheldon per emetre una retractació del seu anunci i danyar greument la seua reputació universitària. Poc després, la Ràdio Pública Nacional amb Ira Flatow deScience Friday el va entrevistar per telèfon des la seua oficina, en relació amb el recent anomenat descobriment dels monopolis magnètics en gels d'espín. Sobre la base del seu suposat descobriment d'un nou element superposat estable - que en realitat era un error - Sheldon va aparèixer en Science Friday dues vegades en un possible Premi Nobel de Química va ser esmentat, tenia un article escrit sobre ell en Physics Today i la Fundació Nacional de Ciència (NSF) volia donar-li una subvenció substancial.

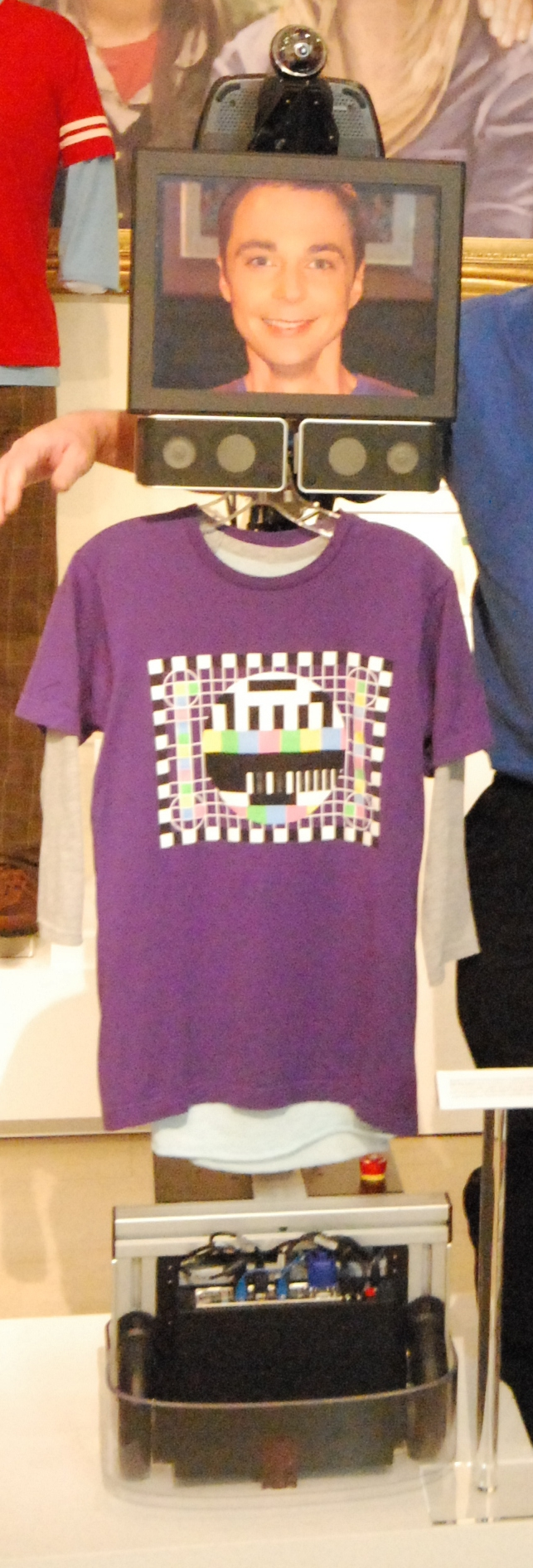
Sheldon Cooper

Sobre la base d'una teoria de Leonard, Sheldon va escriure un article que detalla la teoria que l'espaitemps és com un fluid super. El document va ser ben rebut per la comunitat científica que incloïa el professor Stephen Hawking. 
A " L'optimització d'ansietat ", Sheldon està tractant d'augmentar la seua eficiència de treball, mantenint un alt nivell d'ansietat en conduir a tothom boig. L'únic punt positiu és que vol que els seus amics ho molesten. Extremadament cansat, tant Penny i Leonard el van posar al llit cantant suau gatet.

## Caracterització
A part de les seues pròpies idiosincràsies, obsessions i el seu narcicisme extrem, Sheldon és lògic. Posseeix una memòria eidètica i un coeficient intel·lectual de 187, encara que ell, afirma que el seu coeficient intel·lectual no es pot mesurar amb precisió mitjançant les proves normals. Sheldon té un coneixement general excessivament ampli, tal com es mostra pels seus comentaris sobre diversos detalls de coneixement anecdòtic (per exemple, sobre la introducció de la forquilla a Tailàndia).
Sheldon també té qualitats associades amb ser un prodigi, com un ego inflat, ineptitud social i la incapacitat de relacionar-se emocionalment amb altres persones. Malgrat la seua intel·ligència, que té una clara manca de maduresa emocional i és sovint confós per fins i tot les interaccions socials més comuns. Ell no només no entén els acudits sarcàstics simples fetes pels seus amics, sinó que també es refereix a la seua tristesa per problemes amb la confusió evident.
Recentment, ha començat a entendre el concepte de sarcasme, d'intentar, sense èxit, per a emprar ell mateix cap a Penny en la segona temporada, i amb èxit emprant la directa cap als seus altres amics a la tercera temporada. Ell sembla tenir un complet desinterès en les relacions amoroses, i les seues excentricitats, observacions directes, i la naturalesa exigent posar-ho en contradicció amb els seus propis amics i especialment Penny. L'expressió de Sheldon de la seua intel·ligència més avançada ha aconseguit el va acomiadar del seu treball, i fins i tot Leonard se sorprèn en assabentar-se que Sheldon és prou vanitós per creure que Isaac Newton és intel·lectualment inferiors a si mateix. Sheldon odia quan algú el deté quan ell està tractant d'explicar alguna cosa. Si això succeeix: un tic comença a la cara fins que pugui completar el que vol dir. Ell no pot i no va a conduir i, per tant, sempre hi ha algú que li ha de conduir a menys que en una circumstància extrema (com quan condueix a Penny a la sala d'emergència a " La deficiència Ànec Adhesiu ".)
També mostra els símptomes del trastorn obsessiu-compulsiu de la personalitat i del síndrome d'Asperger, per exemple, quan troba l'apartament de Penny desordenat, que es cola a la nit i el neteja perquè no pot suportar estar al mateix passadís amb una cosa tan desastrosa. Es nega a seure en qualsevol lloc que no sigui el seu lloc designat al sofà i seguir les rutines establertes, i l'acudit del xou és que quan truca a la porta de Penny, que ha de dir el nom de Penny cada tres cops. Els creadors de la sèrie no volen identificar específicament la malaltia psicològica de Sheldon.
Sheldon tant en tant utilitza l'argot (d'una manera molt natural), i segueix les bromes amb el seu eslògan "Bazinga!" Ell no és del tot segur de com abraçar a algú, i evita el contacte humà sempre que sigui possible. Malgrat el seu ego-centrisme, Sheldon sembla alguna cosa conscient de la seua ineptitud social, en particular la seua falta de comprensió de sarcasme. Va esmentar que es manté un registre de les seues converses diàries després de Penny li va deixar anar i Leonard li va preguntar per què, al que va suggerir que Leonard verificar els seus registres de conversa "per veure si vaig ficar la pota en qualsevol lloc". Sheldon també és una persona difícil de treballar i, en general mostra l'apatia amb el món que l'envolta. A " La torrada Derivació", Sheldon es va revelar haver criticat Bill Gates per enfocar-se en el seu treball de caritat en lloc de Windows Vista, un comentari que li va valer un cop de puny a la cara.
Sheldon sí que mostra interès en rares ocasions en les relacions, que va ser vist més prominent amb Amy Farrah Fowler; però, ell no expressa directament, en lloc de desenvolupar patrons de comportament estranys com la compra de gats o de negar-se a obrir la discussió sobre aquest tema.

## Interessos
Igual que els seus amics, ell s'inclina científicament, i és aficionat als còmics, disfresses, videojocs, banderes i la ciència-ficció...sèries específicament " Battlestar Galatica", "Doctor Who", "Stargate", "Star Trek", "Star Wars", i "Firefly", tot i que no li agrada fortament" Babylon 5" perquè pensa que no té integritat científica i és derivada. Ha afirmat ser un graduat honorari d'Acadèmia de la Flota, i és un àvid fanàtic d'oficial científic Spock. Altres personatges favorits de la seua són Batman, The Flash i Frodo Saquet.
Li agrada jugar a Halo tots els dimecres i paintball en el cap de setmana amb els amics. També pot tocar el piano i theremin, i sembla un molt bona cantant gola tuva, però seria millor si no fos per una part en l'acord de company d'habitació negar que practiqui.

## Aparença física
Sheldon té una alçada d'1.86 m, el cabell castany i ulls blaus. Sheldon sovint expressa el seu estat d'ànim a través de la seua elecció de vestits. El seu vestuari consisteix en samarretes (que sempre porta més d'una de màniga llarga) adornades amb referències als superherois, la física quàntica, programes de televisió de ciència-ficció i els robots. En té una col·lecció tan gran que de fet té la seua pròpia pàgina wiki (Armari de Sheldon.) També és propietari d'una tela escocesa blau fosc vestit que ell usa per a donar una conferència i altres ocasions formals.

Ell també sembla gaudir de Reddit, com se li ha vist amb una camisa estranger Reddit. Generalment porta una camisa de màniga llarga per sota d'ella, juntament amb pantalons de quadres. Sheldon és alt i prim (posant a part dels seus col·legues més curts), amb Penny, Leonard i més tard, dient que ell veu com una mantis religiosa gegant.